# Gornji Vratari
Gornji Vratari (izvirno srbsko Горњи Вратари) je naselje v Srbiji, ki upravno spada pod Občino Aleksandrovac; slednja pa je del Rasinskega upravnega okraja.

## Demografija
V naselju živi 153 polnoletnih prebivalcev, pri čemer je njihova povprečna starost 39,9 let (39,0 pri moških in 40,9 pri ženskah). Naselje ima 57 gospodinjstev, pri čemer je povprečno število članov na gospodinjstvo 3,51.
|  |

| Demografija | Demografija     | Demografija     |
| Leto        | Št. prebivalcev | Št. prebivalcev |
| ----------- | --------------- | --------------- |
|             |                 |                 |
|             |                 |                 |
|             |                 |                 |
|             |                 |                 |
| 1948        | 338             |                 |
| 1953        | 380             |                 |
| 1961        | 338             |                 |
| 1971        | 284             |                 |
| 1981        | 246             |                 |
| 1991        | 213             | 213             |
| 2002        | 200             | 200             |
|             |                 |                 |

| Etnična sestava po popisu iz leta 2002 | Etnična sestava po popisu iz leta 2002 | Etnična sestava po popisu iz leta 2002 | Etnična sestava po popisu iz leta 2002 | Etnična sestava po popisu iz leta 2002 |
| -------------------------------------- | -------------------------------------- | -------------------------------------- | -------------------------------------- | -------------------------------------- |
| Srbi                                   | Srbi                                   |                                        | 199                                    | 99,5%                                  |
| Črnogorci                              | Črnogorci                              |                                        | 1                                      | 0,5%                                   |
| Neznano                                | Neznano                                |                                        | 0                                      | 0,0%                                   |